# تعزیه سیار اراک

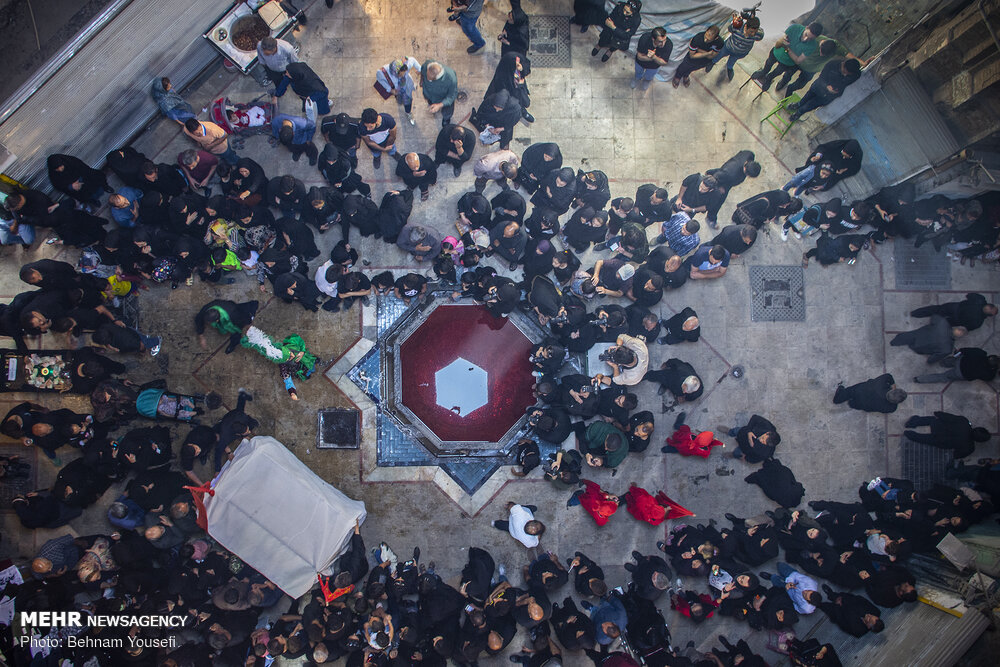
اجرای تعزیه سیار در چهارسوق بازار اراک

تعزیه‌خوانی‌دراراک یکی از آیین‌های نمایشی سوگواری است که در شهر اراک برگزار می‌شود. این تعزیه قدمتی دیرینه دارد و زبانزد کل کشور بوده‌است.
از بهترین تعزیه خوان های استان مرکزی می‌توان مرحوم کربلایی غلامحسین کریمی نام برد که موافق خوان هم بوده ایشان آنچنان صدای زیبایی داشته که به تکیه دولت تهران برای اجرای تعزیه دعوت می‌شوند همچنین ایشان چندین بار از حکومت وقت مورد تشویق وترغیب  قرارگرفته اند.
مرحوم کربلایی غلامحسین کریمی درسال ۱۳۵۰درحالی که ۹۳سال سن داشتند به دیارحق شتافتند.
ایشان درزادگاه خودشان غیاث‌آبادفراهان دفن هستند.
(روحش شاد ویادش گرامی)

## تاریخچه
برگزاری تعزیه به گذشته‌های دور شهر اراک و همزمان با تأسیس شهر سلطان آباد باز می‌گردد که بیش از ۲۰۰ سال قدمت دارد. تعزیه که در بازار شهر اجرا می‌شد، از سوی هیئت‌های عزاداری دو محله قلعه و حصار در طول ۱۱ روز اول ماه محرم اجرا می شده‌است.
محله قلعه و حصار از قدیم در ماه محرم برای ورود دسته به بازار با هم رقابت داشتند و هر کدام می‌خواستند زودتر وارد بازار شود تا اینکه با توافق بزرگان دو هیئت مقرر شد که از روز ششم محرم، صبح هیئت قلعه و بعدازظهر هیئت حصار وارد بازار شود. به این ترتیب تعزیه بازار از ساعت هشت شروع و ساعت دو بعدازظهر تمام می‌شد. محله حصار از مسجد آخوند و محله قلعه از خیابان محسنی به طرف بازار حرکت می‌کردند و میدان ارگ پایان کار بود و بعد از آنکه تعزیه خوانان وارد بازار می‌شدند برای آنکه صدای تعزیه خوان گروه اول مزاحم گروه بعدی نشود  فاصله بین دو گروه را چندین پرچم و چلچراغ قرار می‌دادند.
تعزیه سیار تا سال ۱۳۴۲ به‌طور جدی برگزار می‌شد، اما بعد از سال ۱۳۴۲ به دلیل جلوگیری از عزاداری‌های محرم و شرایط سیاسی حاکم بر جامعه اجرای آن متوقف شد. پس از پیروزی انقلاب با توجه به پیگیری‌های صورت گرفته این تعزیه در سال‌های ۱۳۵۹ تا ۱۳۶۱ دوباره از سر گرفته شد، اما این بار به دلیل ایجاد مشکلات برای برخی کسبه بازار برگزار نشد.
پس از چندین سال ، سرانجام در محرم 1392 با پیگیری و همت بزرگان محله قلعه از جمله دکتر امیرحسین پزشکیان و حاج حسن اکبری مراسم تعزیه خوانی در بازار اراک در صبح روز هشتم محرّم مجددا برگزار شد و با شرکت هیات‌های محله قلعه از جمله هیئت محمدی اراک ، هیئت سجادی و ... همراه بوده‌است  و تا کنون نیز این مراسم ادامه دارد.

## مراحل برگزاری
بازار به دلیل برخورداری از سقف‌های قوس دار، قابلیت در انعکاس صدا را دارد و مکان مناسبی برای اجرای تعزیه است. در زمانهای گذشته اراک دارای حسینیه یا تکیه بزرگ نبود و بازار اراک حکمِ این مکان را برای مردم و عزاداران داشت.
طبق رسوم گذشته ابتدا نقاره زنان و شترها وارد بازار می‌شوند، سپس گروه سینه زنان و بعد از آن شبیه خوانان می‌آیند و طول بازار را از ابتدا تا انتها طی می‌کنند.